# Mario Cipriani
Mario Cipriani (San Giusto, Toscana, 29 de mayo de 1909-Ferrara, 10 de junio de 1944) fue un ciclista italiano, que fue profesional entre 1929 y 1941. Murió durante un bombardeo de la Segunda Guerra Mundial. 
Sus principales éxitos deportivos fueron una etapa al Giro de Italia de 1933, así como varios triunfos a las clásicas italianas: Giro de Toscana, Milán-Turín o Giro del Piemonte, entre otros.

## Palmarés
- 1928
  - 1º en el Giro del Casentino
  - 1º en la Coppa Zucchi
- 1930
  - 1º en la Coppa Zucchi
- 1931
  - Campeón de Italia categoría independiente
  - 1º en el Giro del Piamonte
  - 1º en el Giro de las dos provincias de Mesina
  - 1º en el Giro de las dos provincias de Prato
  - Vencedor de una etapa del Giro de Campania
- 1932
  - 1º en la Milán-Módena
- 1933
  - 1º en el Giro de las dos provincias de Prato
  - Vencedor de una etapa al Giro de Italia
  - Vencedor de una etapa a la Predappio-Roma
- 1934
  - 1º en el Giro de Toscana
  - 1º en la Milán-Turín
  - 1º en el Giro de los Alpes Apuans
  - 1º en el Giro de las dos provincias de Prato
- 1935
  - 1º en el Giro de Toscana
- 1937
  - 1º en la Coppa Zucchi

### Resultados al Giro de Italia
- 1931. 18º de la clasificación general
- 1932. 18º de la clasificación general
- 1933. 9º de la clasificación general. Vencedor de una etapa
- 1935. 12º de la clasificación general
- 1937. 21º de la clasificación general

### Resultados al Tour de Francia
- 1935. Abandona (2º etapa)